# زنبق‌سا (سرده)
زنبق‌سا (نام علمی: Moraea) مترادف ( Gynandriris) نام یک سرده از تیره زنبقیان است.